# Pietrzykowo (województwo zachodniopomorskie)
Pietrzykowo – osada w Polsce położona w województwie zachodniopomorskim, w powiecie szczecineckim, w gminie Szczecinek.
Zobacz też: Pietrzykowo.